# Schismatomma
Schismatomma es un género de hongos liquenizados de la familia Roccellaceae.